# Stor Båtönklippan
Stor Båtöklippan is een Zweeds eiland behorend tot de Lule-archipel. Het ligt ten noordoosten van het veel grotere Båtön. Het eiland heeft geen oeververbinding en is onbewoond.